# 布博尼·佐尔坦
布博尼·佐尔坦（匈牙利語：Bubonyi Zoltán，1935年—2017年），匈牙利前男子乒乓球运动员。他曾获得1959年世界乒乓球锦标赛男子团体亚军。他也曾两次获得欧洲乒乓球锦标赛男子团体冠军。